# Thế vận hội Mùa hè 2016
Thế vận hội Mùa hè 2016 (tiếng Anh: 2016 Summer Olympics, tiếng Bồ Đào Nha: Jogos Olímpicos de Verão de 2016), tên chính thức là Thế vận hội Mùa hè lần thứ XXXI (tiếng Bồ Đào Nha: Jogos da XXXI Olimpíada) và được chính thức quảng bá với tên gọi Rio 2016, là một sự kiện thể thao đa môn quốc tế được tổ chức từ ngày 5 đến ngày 21 tháng 8 năm 2016 tại Rio de Janeiro, Brazil (môn bóng đá diễn ra sớm hơn, mở màn ngày 3 tháng 8 với bóng đá nữ và 4 tháng 8 với bóng đá nam). Rio de Janeiro đã được công bố là thành phố đăng cai tại Phiên họp lần thứ 121 của Ủy ban Olympic Quốc tế (IOC) tổ chức ở Copenhagen, Đan Mạch, vào ngày 2 tháng 10 năm 2009.
Có tổng cộng 11.238 vận động viên đến từ 207 quốc gia và vùng lãnh thổ tham dự Thế vận hội 2016, bao gồm cả những đội lần đầu tiên góp mặt như Kosovo, Nam Sudan và Đội Olympic Người tị nạn. Với 306 bộ huy chương được trao, kỳ Thế vận hội này có 28 môn thể thao Olympic, trong đó có bóng bầu dục bảy người và golf – hai môn được thêm vào chương trình Olympic vào năm 2009. Các sự kiện thể thao được tổ chức tại 33 địa điểm ở thành phố chủ nhà và tại 5 địa điểm khác ở các thành phố São Paulo, Belo Horizonte, Salvador, Brasília, và Manaus của Brazil. Với 19 kỷ lục thế giới và 60 kỷ lục Olympic đã được chính thức xác lập.
Đây là kỳ Thế vận hội đầu tiên được tổ chức tại Nam Mỹ, đồng thời cũng là lần đầu tiên được tổ chức tại một quốc gia nói tiếng Bồ Đào Nha; là kỳ Thế vận hội mùa hè đầu tiên hoàn toàn diễn ra vào mùa đông của nước chủ nhà; là kỳ đầu tiên được tổ chức tại khu vực Mỹ Latinh kể từ năm 1968; và là kỳ đầu tiên tổ chức tại Nam Bán cầu kể từ năm 2000. Đây cũng là kỳ Thế vận hội Mùa hè đầu tiên diễn ra dưới nhiệm kỳ chủ tịch IOC của ông Thomas Bach.
Hoa Kỳ đứng đầu bảng tổng sắp huy chương với số huy chương vàng nhiều nhất (46) và tổng số huy chương cao nhất (121); đội tuyển Mỹ cũng giành được chiếc huy chương vàng thứ 1.000 trong lịch sử Thế vận hội Mùa hè. Vương quốc Anh xếp thứ hai và trở thành quốc gia đầu tiên tăng số huy chương sau kỳ Thế vận hội mà họ làm chủ nhà. Trung Quốc xếp thứ ba. Nước chủ nhà Brazil giành được 7 huy chương vàng và tổng cộng 19 huy chương – thành tích tốt nhất của họ tại một kỳ Thế vận hội, xếp thứ 13 chung cuộc. Các quốc gia Bahrain, Fiji, Bờ Biển Ngà, Jordan, Kosovo, Puerto Rico, Singapore, Tajikistan, và Việt Nam đều giành được huy chương vàng đầu tiên trong lịch sử, cũng như Đội Vận động viên Olympic độc lập (gồm các vận động viên từ Kuwait).
Con đường tới ngày hội thể thao thế giới cũng được đánh dấu bởi những tranh cãi về chính trị – trong đó có nạn tham nhũng và sự bất ổn trong chính phủ liên bang của Brasil, cũng như các mối lo về an ninh và sức khỏe do virus Zika và tình trạng ô nhiễm nghiêm trọng tại Vịnh Guanabara, cũng như vụ bê bối doping của Nga đã ảnh hưởng tới việc tham dự của các vận động viên quốc gia này tại Đại hội.
Paralympic 2016 (Thế vận hội Người khuyết tật) tương ứng sẽ được tổ chức liền sau đó, cũng tại Rio de Janeiro, Brasil từ ngày 7 tháng 9.

## Quá trình đấu thầu
Quá trình đấu thầu đăng cai Thế vận hội Mùa hè 2016 chính thức được khởi động vào ngày 16 tháng 5 năm 2007. Bước đầu tiên đối với mỗi thành phố là nộp đơn đăng ký sơ bộ lên Ủy ban Olympic Quốc tế (IOC) trước ngày 13 tháng 9 năm 2007, xác nhận ý định tranh cử đăng cai. Hồ sơ đăng cai chính thức, bao gồm câu trả lời cho 25 câu hỏi trong mẫu đơn của IOC, phải được nộp đúng hạn trước ngày 14 tháng 1 năm 2008. Vào ngày 4 tháng 6 năm 2008, hai tháng trước Thế vận hội Bắc Kinh, bốn thành phố được chọn vào danh sách rút gọn: Chicago, Madrid, Rio de Janeiro, và Tokyo (thành phố này từng đăng cai Thế vận hội Mùa hè năm 1964). Ba thành phố — Baku, Doha và Praha — không vượt qua vòng ứng cử viên chính thức.
Cuộc bỏ phiếu cuối cùng được tổ chức tại Copenhagen vào ngày 2 tháng 10 năm 2009, với Madrid và Rio de Janeiro được xem là những ứng cử viên hàng đầu cho việc giành quyền đăng cai. Chicago bị loại ngay sau vòng bỏ phiếu đầu tiên, còn Tokyo bị loại sau vòng thứ hai (sau đó, Tokyo đã giành quyền đăng cai Thế vận hội Mùa hè 2020 vào năm 2013). Rio de Janeiro đã tạo ra khoảng cách đáng kể so với Madrid trước vòng bỏ phiếu cuối cùng; khoảng cách này được duy trì và Rio de Janeiro chính thức được công bố là chủ nhà của Thế vận hội Mùa hè 2016.
Cuộc chạy đua giành quyền đăng cai Olympic 2016 diễn ra vô cùng gay cấn khi các thành phố tham dự đều sở hữu những lợi thế riêng biệt. Trong số đó, Chicago nổi bật lên với sự hậu thuẫn mạnh mẽ từ chính phủ Mỹ. Một ngày trước khi cuộc bỏ phiếu diễn ra, đích thân Tổng thống Mỹ đã kêu gọi Ủy ban Olympic Quốc tế (IOC) ủng hộ cho thành phố này. Đệ nhất phu nhân Michelle Obama cũng có mặt tại Copenhagen và có bài phát biểu đầy cảm xúc nhằm vận động cho Chicago. Tuy nhiên, kết quả gây bất ngờ khi cả Chicago lẫn Tokyo đều bị loại ngay từ vòng đầu tiên. Cuộc đua cuối cùng chỉ còn lại hai cái tên: Rio de Janeiro và Madrid.
Chiến thắng sau cùng thuộc về Rio de Janeiro. IOC đánh giá cao nỗ lực vận động không ngừng nghỉ của thành phố này, đặc biệt là việc khai thác bản sắc văn hóa đặc trưng như lễ hội Carnival rực rỡ và những giai điệu Samba sôi động để gây ấn tượng. Dù sở hữu cảnh quan thiên nhiên tuyệt đẹp cùng nền văn hóa phong phú, Rio vẫn phải đối mặt với thách thức không nhỏ – đó là tỉ lệ tội phạm cao thuộc hàng nhất nhì thế giới. Đây cũng được xem là rào cản lớn nhất trong hành trình đảm bảo một kỳ Thế vận hội an toàn và thành công của thành phố.
| Bầu chọn thành phố chủ nhà Thế vận hội Mùa hè 2016 | Bầu chọn thành phố chủ nhà Thế vận hội Mùa hè 2016 | Bầu chọn thành phố chủ nhà Thế vận hội Mùa hè 2016 | Bầu chọn thành phố chủ nhà Thế vận hội Mùa hè 2016 | Bầu chọn thành phố chủ nhà Thế vận hội Mùa hè 2016 | Bầu chọn thành phố chủ nhà Thế vận hội Mùa hè 2016 |
| -------------------------------------------------- | -------------------------------------------------- | -------------------------------------------------- | -------------------------------------------------- | -------------------------------------------------- | -------------------------------------------------- |
| Thành phố                                          | NOC                                                | Vòng 1                                             | Vòng 2                                             | Vòng 3                                             |                                                    |
| Rio de Janeiro                                     | Brasil                                             | 26                                                 | 46                                                 | 66                                                 |                                                    |
| Madrid                                             | Tây Ban Nha                                        | 28                                                 | 29                                                 | 32                                                 |                                                    |
| Tokyo                                              | Nhật Bản                                           | 22                                                 | 20                                                 | —                                                  |                                                    |
| Chicago                                            | Hoa Kỳ                                             | 18                                                 | —                                                  | —                                                  |                                                    |

## Triển khai và chuẩn bị
Ngày 26 tháng 6 năm 2011 theo bản báo cáo trên AroundTheRings.com cho biết Roderlei Generali, Giám đốc điều hành của Ban tổ chức Olympic Rio de Janeiro (ROOC), từ chức chỉ sau một năm làm việc tại ROOC. Chỉ năm tháng sau Giám đốc kinh doanh Flávio Pestana từ chức vì lý do cá nhân. Pestana rút lui sau Paralympics 2012. Renato Ciuchin sau đó được bổ nhiệm làm Giám đốc điều hành.

### Địa điểm thi đấu và cơ sở hạ tầng
Các nội dung thi đấu đã diễn ra ở mười tám địa điểm có sẵn (tám trong số đó được nâng cấp thêm), chín địa điểm mới được xây dựng để phục vụ cho Thế vận hội, và bảy địa điểm tạm thời đã được gỡ bỏ sau khi đại hội kết thúc.
Những nội dung đã được diễn ra ở một trong bốn tổ hợp Olympic riêng biệt về địa lý: Barra, Copacabana, Deodoro, và Maracanã. Những nơi đã diễn ra Đại hội thể thao Liên Mỹ 2007. Một vài địa điểm thi đấu nằm trong tổ hợp Công viên Olympic Barra.
Địa điểm thi đấu lớn nhất ở đại hội mà có chỗ ngồi là Sân vận động Maracanã, có tên gọi chính thức là Sân vận động Jornalista Mário Filho, có thể chứa được 74,738 khán giả và đã được sử dụng như là Sân vận động Olympic chính thức, tổ chức lễ khai mạc, bế mạc và các trận chung kết bóng đá. Thêm vào đó, năm địa điểm thi đấu ngoài Rio de Janeiro đã tổ chức các nội dung môn bóng đá, nằm ở các thành phố Brasília, Belo Horizonte, Manaus, Salvador và São Paulo.
Làng vận động viên được tuyên bố là rộng nhất trong lịch sử Olympic. Bao gồm 80.000 ghế, 70.000 bàn, 29.000 nệm, 60.000 móc treo quần áo, 6.000 bộ truyền hình và 10.000 điện thoại thông minh.

#### Công viên Olympic
Công viên Olympic Barra là một tổ hợp gồm chín địa điểm tổ chức thể thao ở Barra da Tijuca, nằm phía tây Rio de Janeiro, Brazil đã được sử dụng cho Thế vận hội Mùa hè 2016 và Paralympic Mùa hè 2016. Công viên Olympic nằm trên khu đất trước đây là trường đua Autódromo Internacional Nelson Piquet, hay còn được gọi là Jacarepaguá.
Chín địa điểm thi đấu nằm tại Công viên Olympic là: Carioca Arena 1: bóng rổ (sức chứa: 16,000); Carioca Arena 2: vật, judo (sức chứa: 10,000); Carioca Arena 3: đấu kiếm, taekwondo (sức chứa: 10,000); Future Arena: bóng ném (sức chứa: 12,000); Trung tâm thể thao dưới nước Maria Lenk: nhảy cầu, bơi nghệ thuật, water polo (sức chứa: 5,000); Sân vận động thể thao dưới nước: bơi, đấu loại trực tiếp bóng nước (sức chứa: 15,000); Trung tâm quần vợt Olympic: quần vợt (sức chứa: 10,000 Sân chính); Rio Olympic Arena: thể dục dụng cụ (sức chứa: 12,000); và Rio Olympic Velodrome: xe đạp lòng chảo (sức chứa: 5,000).

#### Bóng đá
Một số trận bóng đá diễn ra tại 5 thành phố São Paulo, Belo Horizonte, Salvador, Brasília và Manaus.

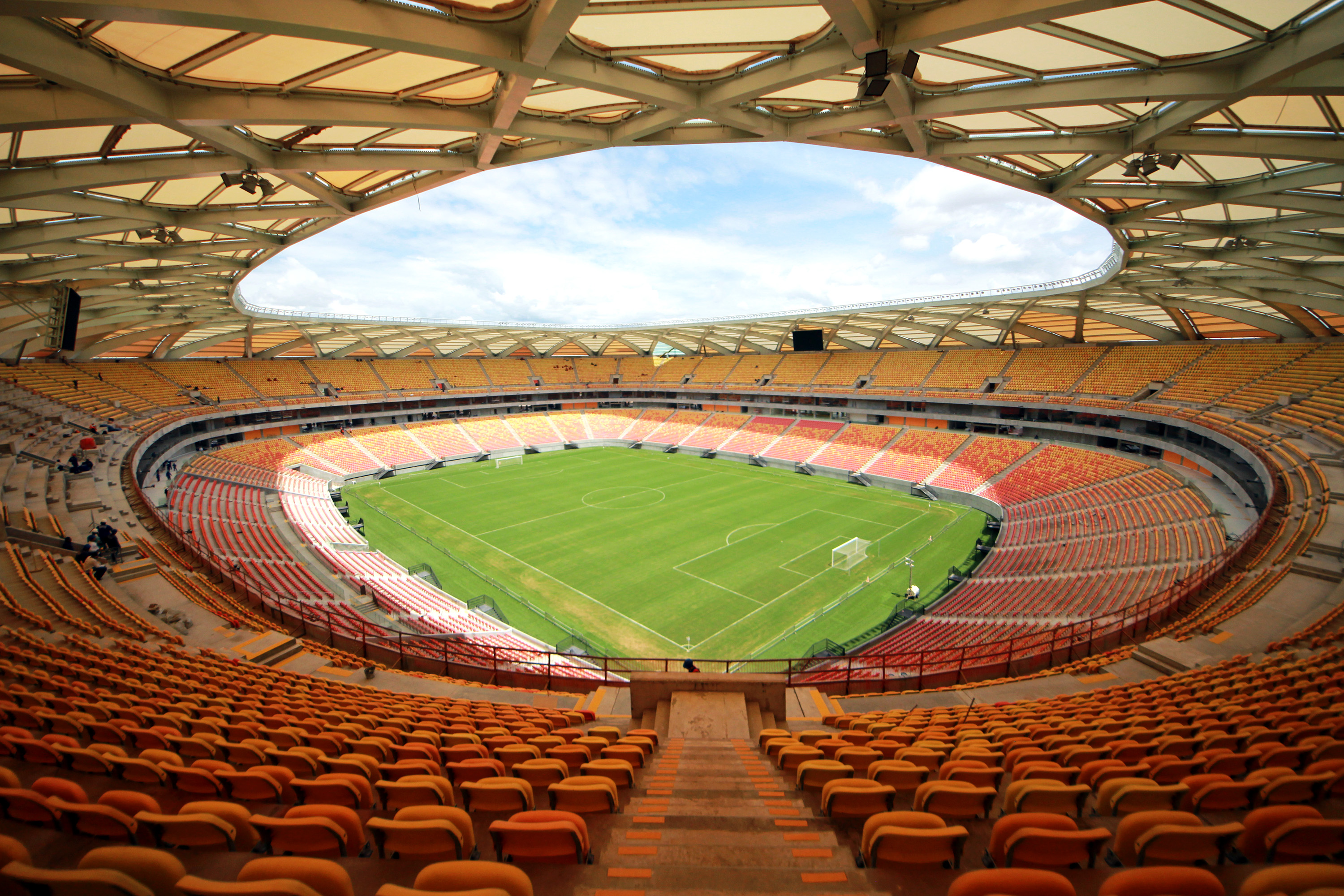
Arena da Amazônia Manaus
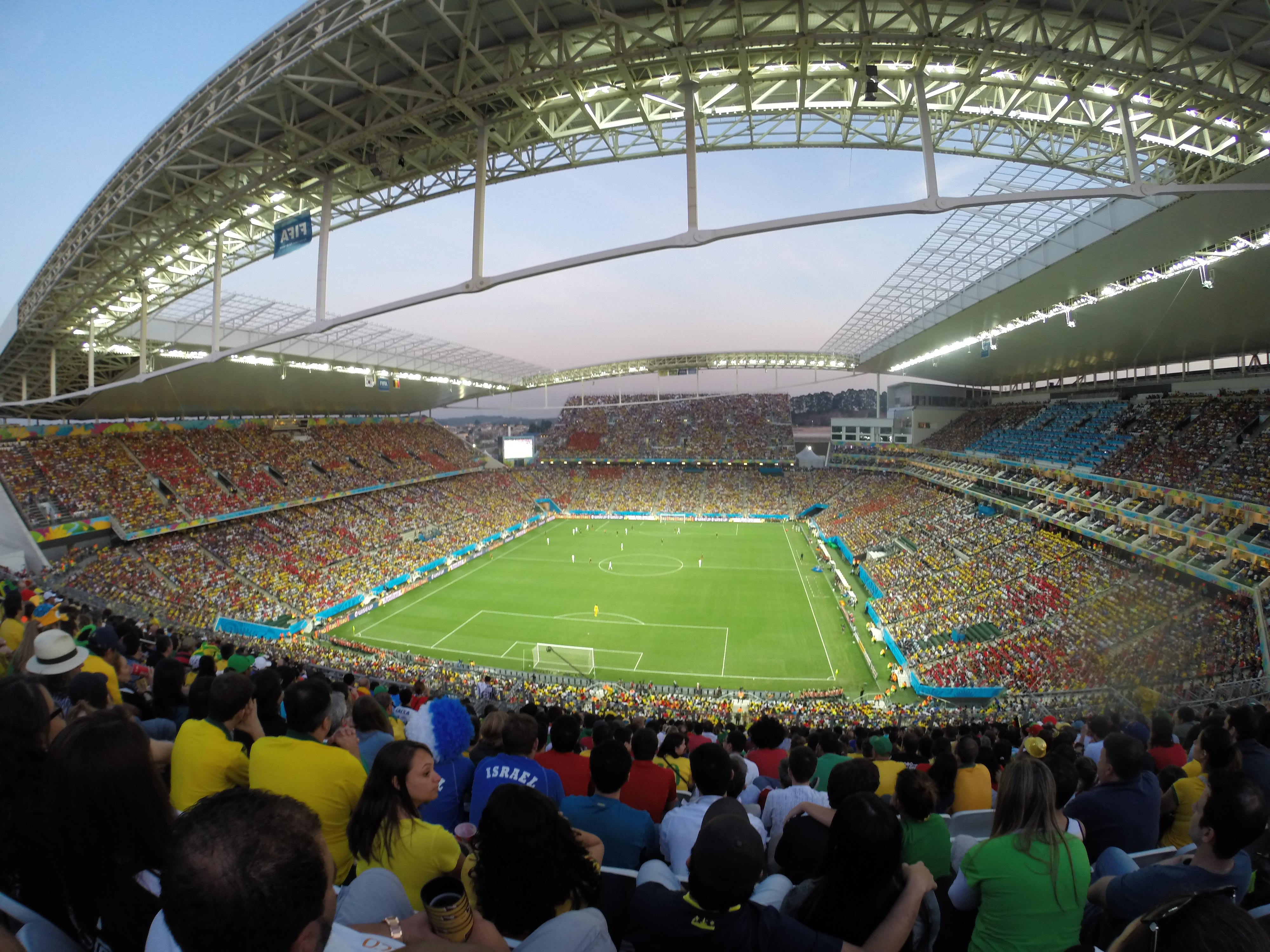
Arena Corinthians São Paulo
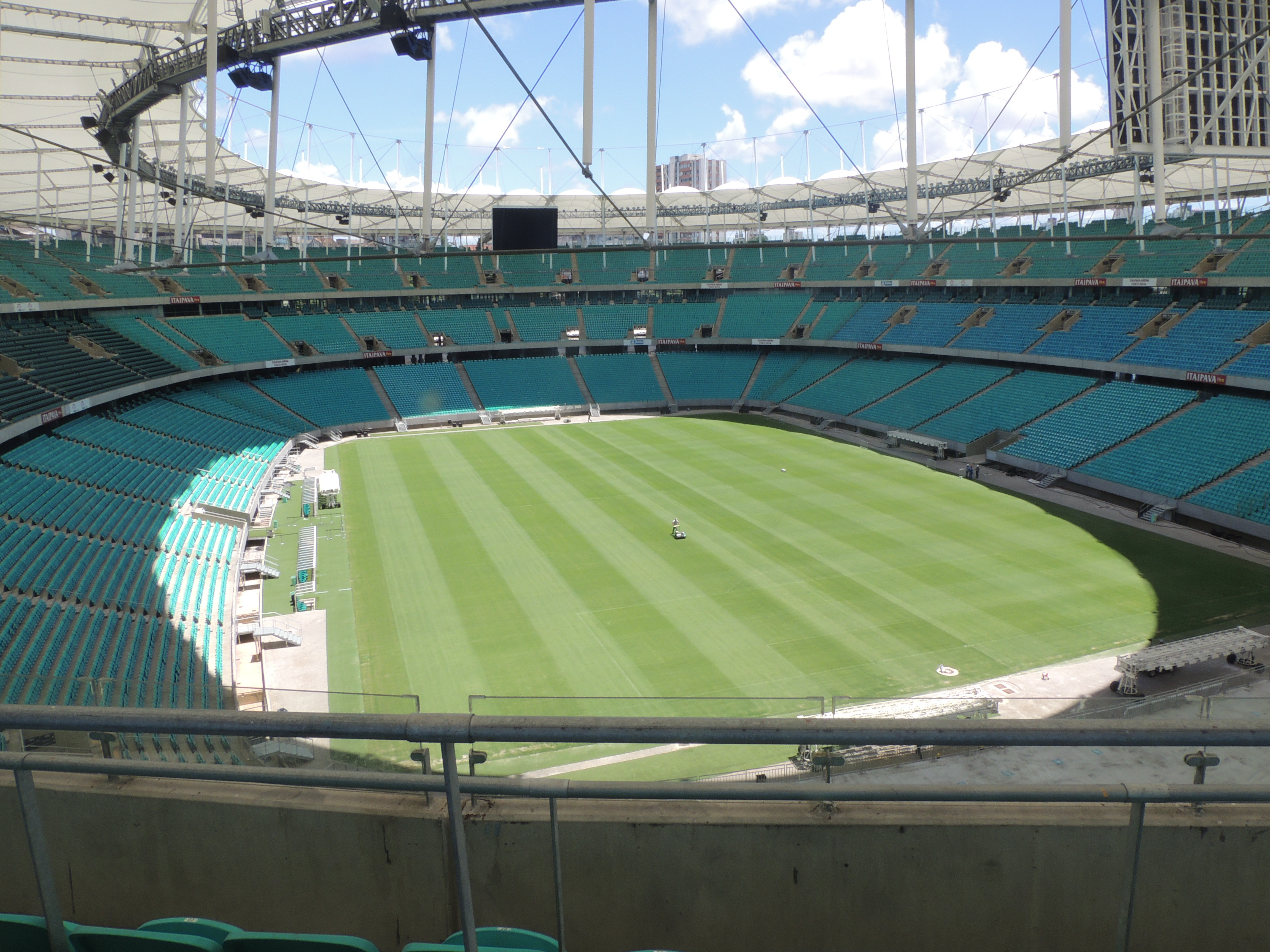
Arena Fonte Nova Salvador
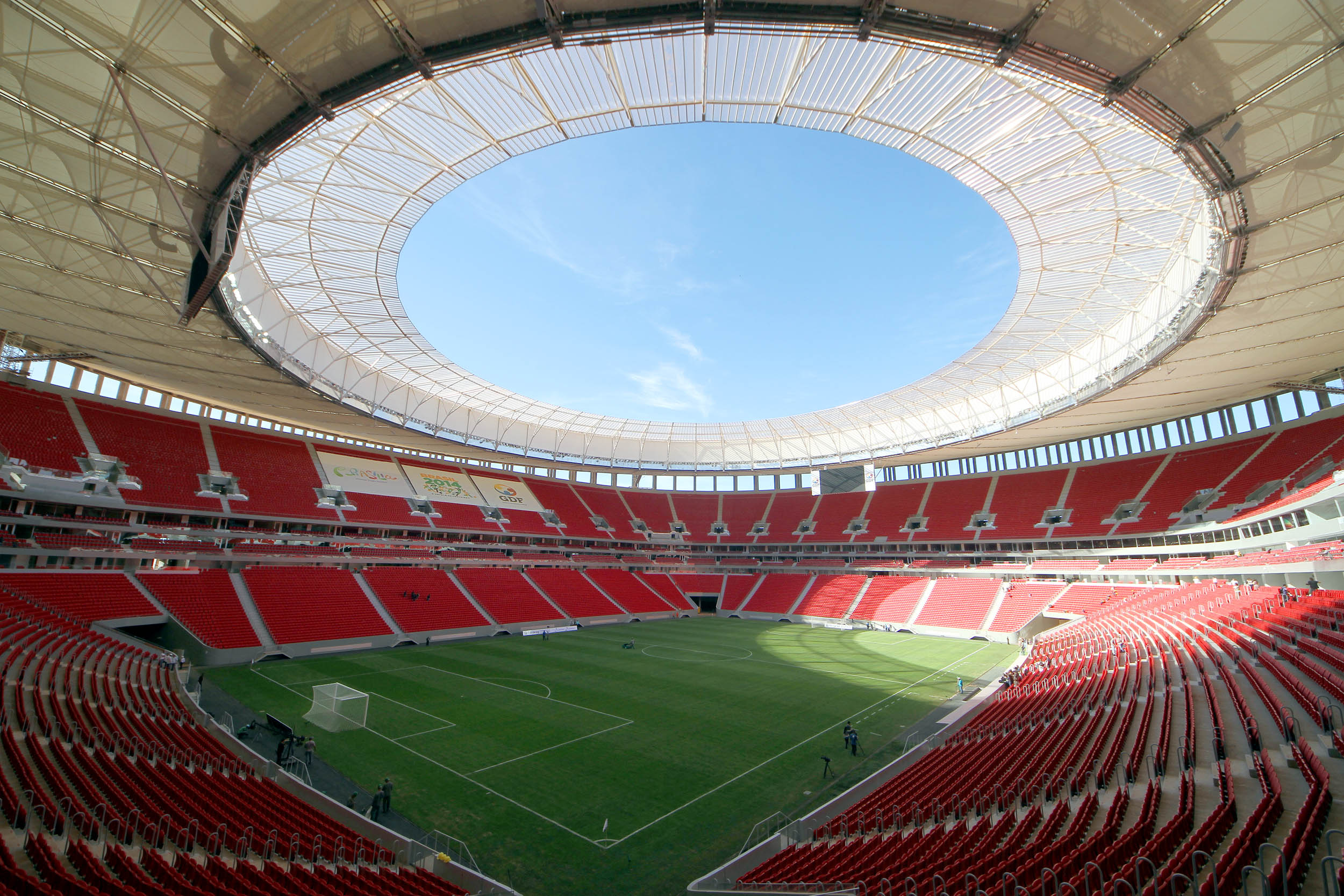
Estádio Nacional Brasília
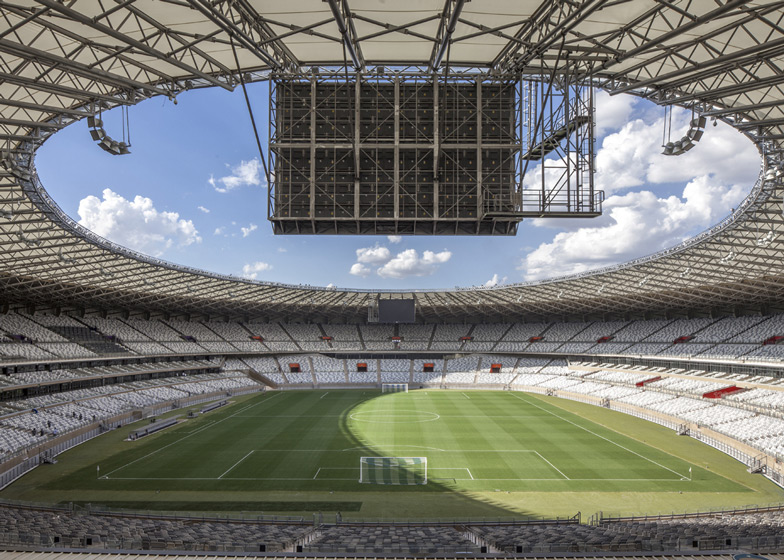
Mineirão Belo Horizonte

### Cải tạo đô thị
Khu trung tâm thành phố lịch sử của Rio đang trải qua một dự án phục hồi bờ sông đô thị quy mô lớn được gọi là Porto Maravilha. Bao gồm 5 km2 (1,9 dặm vuông Anh) khu vực. Dự án nhằm tái phát triển khu vực cảng tăng sức hấp dẫn trung tâm thành phố và nâng cao vị thế cạnh tranh của Rio trong nền kinh tế toàn cầu. Việc cải tạo đô thị bao gồm: 700 km (430 mi) mạng lưới công cộng để cung cấp nước, vệ sinh, thoát nước, điện, khí đốt và viễn thông; 4 km (2,5 mi) đường hầm; 70 km (43 mi) đường bộ; 650 km2 (250 dặm vuông Anh) vỉa hè; 17 km (11 mi) đường dành cho xe đạp; 15,000 cây xanh; ba nhà máy xử lý vệ sinh môi trường. Như một phần trong quá trình cải tạo, một đường xe điện mới chạy từ Sâb bay Santos Dumont tới Rodoviária Novo Rio. Nó được khánh thành vào tháng 4 năm 2016.
Đại hội cần tới 200 km hàng rao an ninh. Để lưu trữ vật liệu, Rio 2016 sử dụng hai nhà kho. Một rộng 15,000 mét vuông ở Barra da Tijuca, tây Rio để lắp ráp và cung cấp đồ nội thất và phụ kiện cho Làng Olympic. Các thứ hai rộng 90,000 mét ruông, năm ở Duque de Caxias gần với các đường quốc lộ để thuận tiện cho việc cung cấp các thiết bị cần thiết cho các địa điểm thi đấu.

### Công nghệ
Thế vận hội Rio sử dụng công nghệ robot được tạo bởi Mark Roberts Motion Control để mở rộng phạm vi của các nhiếp ảnh gia tại nhiều địa điểm.

### Tài chính

Bản đồ giao thông công cộng Rio de Janeiro, bao gồm cả việc kết nối tới khu Olympic ở Barra da Tijuca

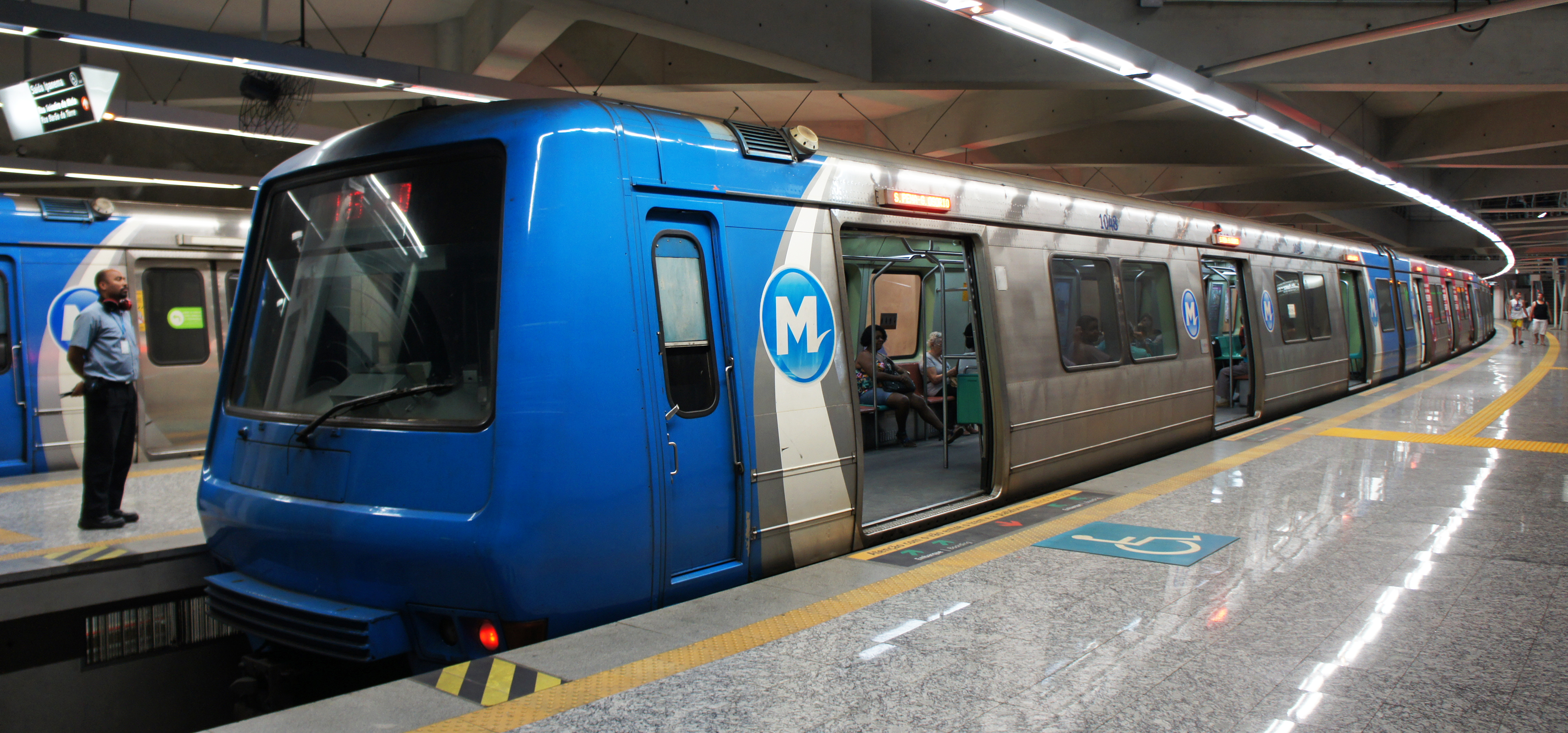
Tàu điện ngầm Rio de Janeiro

#### Giai đoạn I – Thành phố xin đăng cai
| Nguồn thu   | Chính phủ liên bang | Chính quyền bang | Tổng           |
| ----------- | ------------------- | ---------------- | -------------- |
| Công quỹ    | R$3,022,097.88      | R$3,279,984.98   | R$6,302,082.86 |
| Quỹ tư nhân | –                   | –                | R$2,804,822.16 |
| Tổng        | –                   | –                | R$9,106,905.02 |

#### Giai đoạn II – Thành phố ứng cử viên
Nguồn thu công
| Nguồn thu             | Công quỹ        |
| --------------------- | --------------- |
| Chính phủ liên bang   | R$47,402,531.75 |
| Chính quyền bang      | R$3,617,556.00  |
| Chính quyền thành phố | R$4,995,620.93  |
| Tổng                  | R$56,015,708.68 |

Nguồn thu tư nhân
| Nguồn thu     | Quỹ tư nhân     |
| ------------- | --------------- |
| EBX           | R$13,000,000.00 |
| Eike Batista  | R$10,000,000.00 |
| Bradesco      | R$3,500,000.00  |
| Odebrecht     | R$3,300,000.00  |
| Embratel      | R$3,000,000.00  |
| TAM Airlines¹ | R$1,233,726.00  |
| Tổng          | R$34,033,726.00 |

¹TAM Airlines đóng góp R$1,233,726.00 theo hình thức giảm giá vé máy bay.
Ghi chú: Số dư được sử dụng để trả cho những tháng đầu tiên hoạt động của Ban tổ chức Rio 2016.

#### Đầu tư
| Olympics/Thành phố   | Đầu tư    | Công       | Tư nhân    |
| -------------------- | --------- | ---------- | ---------- |
| Công viên Olympic    | R$5.6 tỉ  | R$1.46 tỉ  | R$4.18 tỉ  |
| Giao thông công cộng | R$24 tỉ   | R$13.7 tỉ  | R$10.3 tỉ  |
| Tổng                 | R$29.6 tỉ | R$15.16 tỉ | R$14.48 tỉ |

Ghi chú: Tổng mức đầu tư trong Công viên Olympic và giao thông công cộng ở Rio tới Thế vận hội mùa hè 2016.

### Lễ rước đuốc

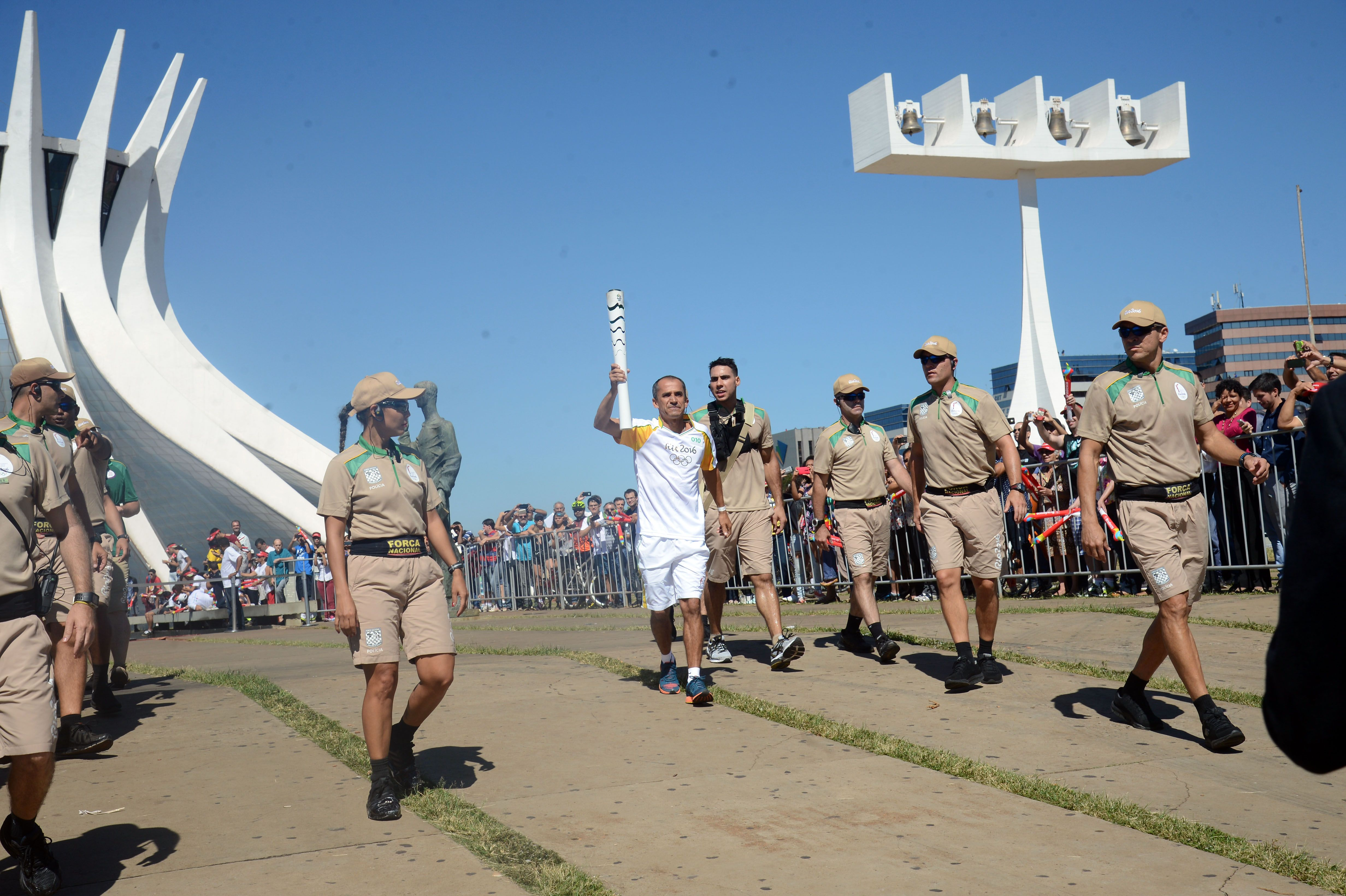
Rước đuốc trước Nhà thờ Brasília, với vận động viên marathon Vanderlei Cordeiro de Lima

Ngọn lửa Olympic được thắp sáng tại đền thờ Hera ở Olympia vào ngày 21 tháng 4 năm 2016, bắt đầu từ truyền thống rước đuốc thời Hy Lạp cổ. Ngày 27 tháng 4 ngọn lửa được bàn giao cho những người tổ chức của Brazil trong một buổi lễ ở Sân vận động Panathenaic ở Athens. Một điểm dừng ngắn đã diễn ra ở Thụy Sĩ để tham trụ sở IOC và Bảo tàng Olympic ở Lausanne cũng như Trụ sở Liên Hợp Quốc tại Geneva.
Lễ rước đuốc bắt đầu hành trình ở Brazil vào ngày 3 tháng 5 tại thủ đô Brasília. Lễ rước đuốc đi qua 300 thành phố của Brazil (bao gồm thủ phủ của 26 bang và Quận liên bang Brasil), cuối cùng đến với Rio de Janeiro, để thắp sáng tại Lễ khai mạc Thế vận hội Mùa hè 2016 vào ngày 5 tháng 8.

### Vé
Giá vé được công bố ngày 16 tháng 9 năm 2014, tất cả được bán bằng Real Brasil (BRL). Có tổng cộng 7,5 triệu vé sẽ được bán; ít hơn 200000 vé so với Thế vận hội Mùa hè 2012, do kích thước của các địa điểm thi đấu nhỏ hơn. Giá vé dao động từ BRL 40 cho nhiều nội dung thi đấu cho đến BRL 4.600 cho ghế đắt nhất tại lễ khai mạc. Khoảng 3,8 triệu vé trong số ấy có giá ít hơn BRL 70. Các nội dung đường phố như đua xe đạp, đi bộ và chạy marathon có thể được theo dõi miễn phí.

## Đại hội

### Lễ khai mạc

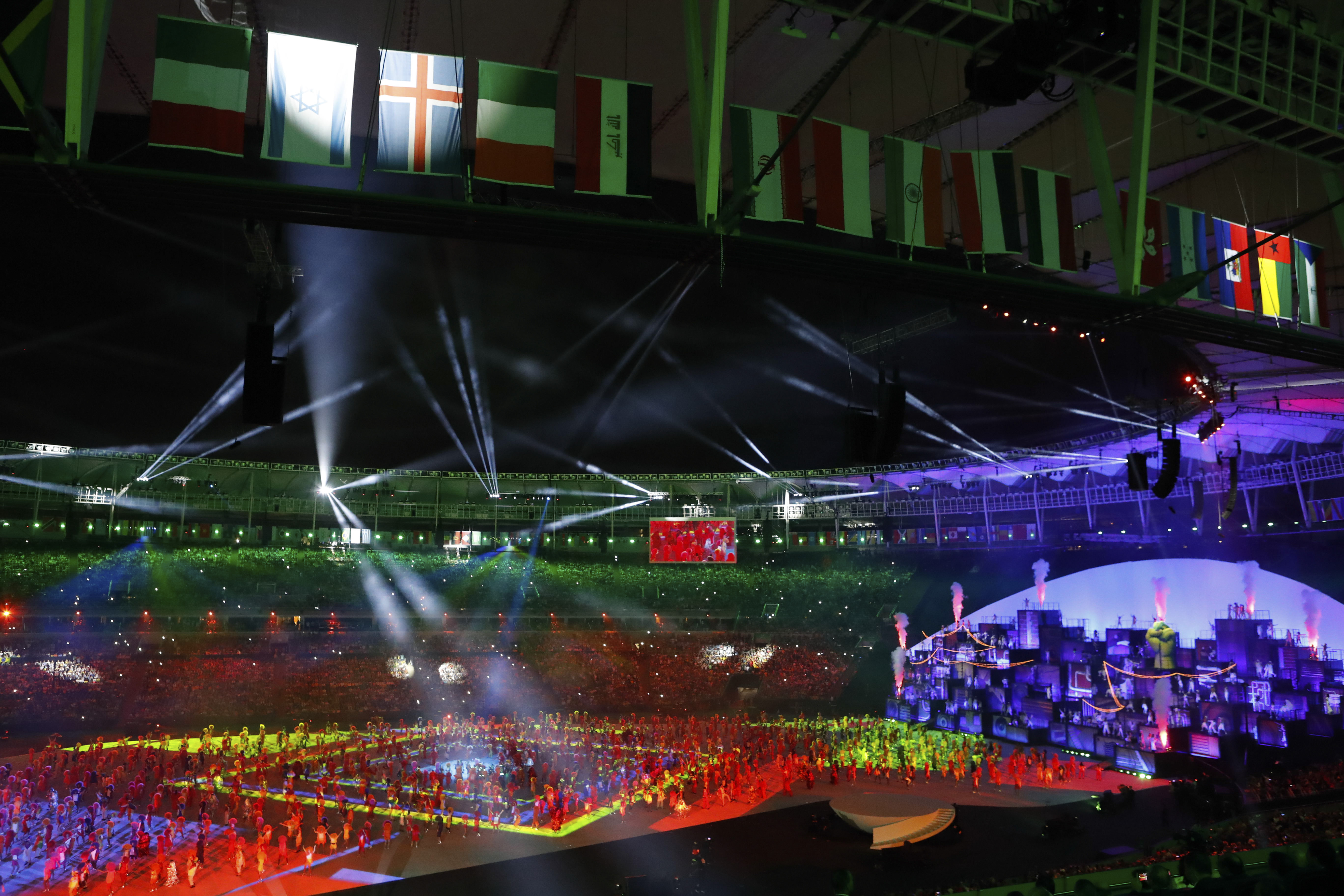
Trong Lễ khai mạc

Lễ khai mạc diễn ra trên Sân vận động Maracanã vào ngày 5 tháng 8 năm 2016. Tất cả 207 đoàn thể thao sẽ diễu hành theo bảng chữ cái La Tinh.

### Các môn thi đấu
Chương trình thi đấu của Thế vận hội 2016 bao gồm 28 môn thi đấu có tổng số 41 nội dung thi đấu và 306 bộ huy chương.
- Ba môn phối hợp (2)

- Bắn cung (4)

- Bắn súng (15)

- Bóng bàn (4)

- Bóng bầu dục bảy người (2)

- Bóng chuyền

- - Bãi biển (2)
  - Trong nhà (2)
- Bóng đá (2)

- Bóng ném (2)

- Bóng rổ (2)

- Canoeing

- - Nước rút (12)
  - Vượt chướng ngại vật (4)
- Cầu lông (5)

- Cử tạ (15)

- Cưỡi ngựa

- - Biểu diễn ngựa (2)
  - Huấn luyện ngựa (2)
  - Nhảy ngựa (2)
- Đấu kiếm (10)

- Điền kinh (47)

- Golf (2)

- Judo (14)

- Khúc côn cầu trên cỏ (2)

- Năm môn phối hợp hiện đại (2)

- Quần vợt (5)

- Quyền Anh (13)

- Rowing (14)

- Taekwondo (8)

- Thể dục dụng cụ

- - Nghệ thuật (14)
  - Nhịp điệu (2)
  - Nhào lộn trên bạt nhún (2)
- Thể thao dưới nước
  -  Nhảy cầu (8)

- -  Bơi (34)

- -  Bơi nghệ thuật (2)

- -  Bóng nước (2)

- Thuyền buồm (10)

- Vật

- - Cổ điển (6)
  - Tự do (12)
- Xe đạp

- - BMX (2)
  - Đường trường (4)
  - Lòng chảo (10)
  - Xe đạp địa hình (2)

#### Môn mới

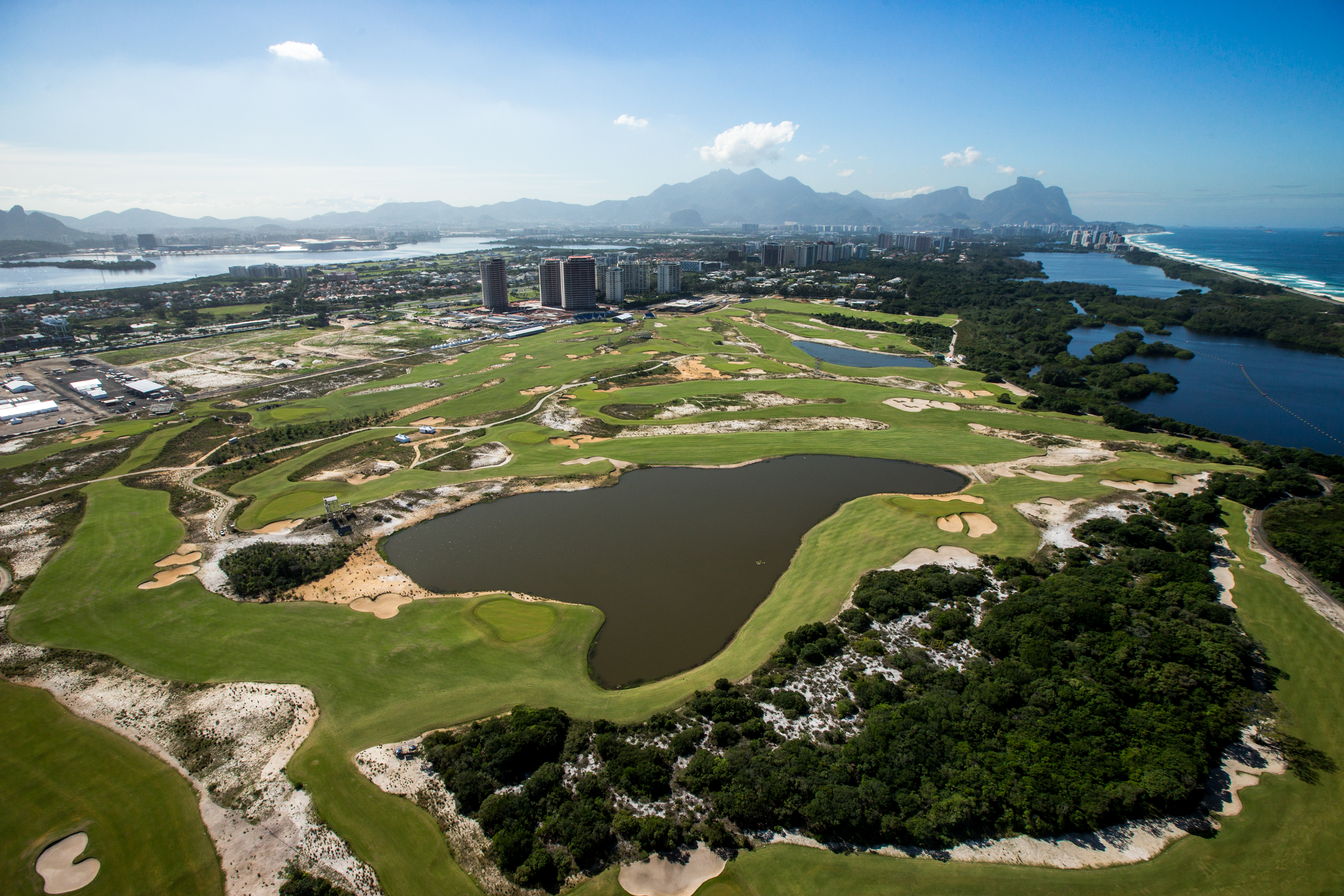
Sân golf Olympic, tại Barra da Tijuca

Sẽ có thêm hai môn thể thao mới trong tổng số bảy môn xin được đưa vào chương trình thi đấu năm 2016. Ngoài bóng chày và bóng mềm, được đưa ra vào năm 2005, karate, bóng quần, golf, trượt patin, và bóng bầu dục nộp đơn xin. Lãnh đạo của bảy môn sẽ thuyết trình trước ban chấp hành IOC vào tháng 6 năm 2009.
Vào tháng 8, ban chấp hành chấp thuận đưa môn bóng bầu dục bảy người—phiên bản bảy người của môn bóng bầu dục—với đa số phiếu bầu, cùng với đó loại bóng chày, trượt patin và bóng quần. Còn ba môn—golf, karate, và bóng mềm, ban chấp hành lựa chọn golf sau kết quả của những tư vấn. Quyết định cuối cùng về việc lựa chọn hai môn được đưa ra ngày 9 tháng 10 năm 2009, ngày cuối cùng của Kỳ họp thứ 121 của IOC. Một hệ thống mới cũng được đưa vào ở kỳ họp này theo đó một môn thể thao chỉ cần đa số phiếu từ ủy ban IOC chấp thuận chứ không cần hai phần ba như trước đó. Giám đốc điều hành Liên đoàn golf quốc tế Antony Scanlon cho rằng những tay golf hàng đầu bao gồm Tiger Woods và Annika Sörenstam, sẽ tiếp tục ủng hộ việc xuất hiện tại Thế vận hội của môn golf bằng cách tham dự các nội dung thi đấu.
Liên đoàn thuyền buồm quốc tế vào tháng 5 năm 2012 tuyên bố rằng lướt ván buồm sẽ được thay thế bởi lướt ván diều tại Thế vận hội 2016, nhưng quyết định này được hủy bỏ vào thấng 11. IOC đưa ra thông báo vào tháng 1 năm 2013 rằng sẽ xem xét lại các nội dung môn xe đạp, sau khi Lance Armstrong bị phát hiện sử dụng thuốc tăng cường khả năng và những cáo buộc rằng cơ quan quản lý môn đua xe đạp đã bao che cho hành động sử dụng doping.

### Các đoàn tham dự

Số lượng vận động viên của các quốc gia tham dự Thế vận hội Mùa hè 2016

Có tổng cộng 206 Ủy ban Olympic quốc gia với ít nhất một vận động viên. Ba quốc gia đầu tiên có vận động viên vượt qua vòng loại để góp mặt tại Thế vận hội là Đức, Anh Quốc và Hà Lan khi mỗi quốc gia có bốn vận động viên giành huy chương tại nội dung biểu diễn đồng đội ở FEI World Equestrian Games 2014.

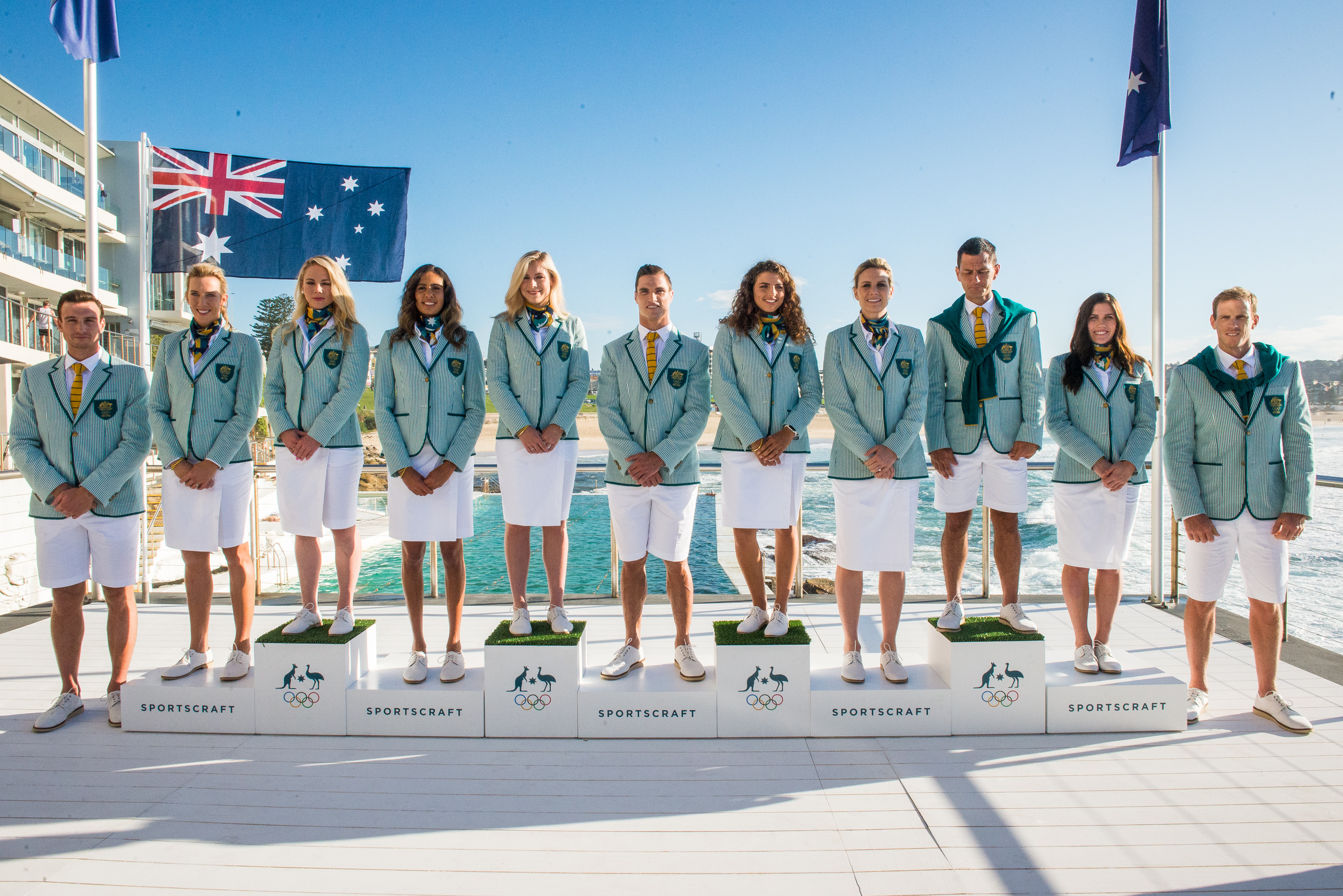
Đồng phục đội Olympic Australia tại Rio 2016

Là nước chủ nhà, Brasil có một vào suất đặc cách tham dự một số môn thể thao bao gồm tất cả các nội dung môn xe đạp và sáu suất ở các nội dung cử tạ. Thế vận hội Mùa hè 2016 là lần đầu tiên Kosovo và Nam Sudan có đầy đủ tư cách tham dự. Cử tạ Bulgaria và Nga bị cấm khỏi Thế vận hội Rio do cho vi phạm nhiều chống doping.
Kuwait bị cấm từ tháng 10 năm 2015 do lần thứ hai trong năm năm chính phủ can thiệp vào ủy ban Olympic của quốc gia.
Đình chỉ Ủy ban Olympic Quốc gia Kuwait
Ủy ban Thế vận hội quốc gia Kuwait đã bị IOC đình chỉ tham dự lần thứ ba kể từ năm 2007 vì sự can thiệp lặp đi lặp lại của giới lãnh đạo quốc gia này. Nếu việc tạm đình chỉ không được IOC rút lại trước khi Thế vân hội bắt đầu, các vận động viên Kuwait có thể thi đấu dưới lá cờ Olympic. Vào ngày 23 Tháng 6 năm 2016, chính phủ Kuwait đưa kiện trước một tòa án Thụy Sĩ hành động này của IOC, đòi bồi thường thiệt hại với số tiền một tỷ đô la Mỹ (tương đương khoảng 880 triệu euro). Họ đưa ra lý do, là cảm thấy bị đối xử bất công, vì cho là ngay từ ban đầu họ đã nghiêm chỉnh sẵn sàng hợp tác.
Loại trừ Nga một phần
Vào ngày 24 Tháng 7 năm 2016, Ban chấp hành IOC với 15 thành viên được lãnh đạo Thomas Bach đã cấm một phần đoàn thế vận hội của Nga tham dự Thế vận hội. Vận động viên người Nga chứng minh không tham gia vào hệ thống doping nhà nước Nga có thể được tham dự. Không có giá trị bởi quyết định này, là các vận động viên Điền kinh Nga. Họ không thể tham gia ở Rio. Báo cáo "McLaren" của WADA đã chứng minh Nga đã doping có hệ thống nhiều năm, cho cả Thế vận hội Mùa đông 2014 ở Sochi. WADA đã đề nghị IOC loại trừ Nga ra khỏi Thế vận hội tại Rio.
Loại trừ các vận động viên Điền kinh Nga
Liên đoàn Điền kinh Thế giới IAAF đã xác nhận ngày 17 Tháng 6 2016 việc ngăn chặn các vận động viên Điền kinh Nga tham dự các cuộc thi quốc tế kể từ tháng 11 năm 2015. IAAF đã cho Yulia Stepanova và Darya Klischina thi đấu, bởi vì người đầu đã tham gia tố giác trong việc điều tra vụ bê bối doping của Nga và người sau đã luyện tập bên ngoài nước Nga và đã được thử nghiệm âm tính doping. Tòa án thể thao quốc tế CAS bác bỏ vào ngày 21 tháng 7 năm 2016 đơn kiện của Ủy ban Olympic quốc gia Nga và 68 vận động viên Điền kinh Nga chống lại việc cấm thi và tán thành quyết định của IAAF. Mặc dù Ủy ban đạo đức của IOC hoan nghênh sự tham gia của Yulia Stepanova trong việc làm minh bạch các vụ bê bối doping có hệ thống của nhà nước Nga, nhưng vì bản thân cô đã dùng thuốc doping trong quá khứ, cô sẽ không được tham gia thi đấu thế vận hội theo quyết định của IOC ngày 24 tháng 7 năm 2016, mặc dù thời hạn cấm hai năm vì doping của cô ta đã chấm dứt.
Cấm các vận động viên cử tạ từ Bulgaria, Nga, Kazakhstan và Belarus
Sau khi Hiệp hội cử tạ Thế giới trong tháng 11 năm 2015, đã cấm Hiệp hội quốc gia Bulgaria thi đấu vì việc doping rộng rãi, vào ngày 22 tháng 6 năm 2016 họ cũng đình chỉ tham dự thi đấu của các hiệp hội của Nga, Kazakhstan và Belarus. Lý do cho quyết định này là việc xem xét lại các mẫu doping từ hai thế vận hội mùa hè cuối cùng với các phương pháp tinh tế hơn: 20 trong tổng số 55 vận động viên bị xét nghiệm dương tính là từ bộ môn cử tạ.

#### Các vận động viên tị nạn
Do khủng hoảng người nhập cư châu Âu và một vài lý do khác, Ủy ban Olympic quốc tế (IOC) cho phép các vận động viên Olympic độc lập thi đấu dưới Cờ Olympic. Tại kỳ thế vận hội trước, những người tị nạn không được phép tranh tài vì họ không đại diện cho NOC gốc của họ. Ngày 2 tháng 3 năm 2016, IOC hoàn thiện kế hoạch tạo ra một đội tuyển đặc biệt Đội tuyển Olympic người tị nạn (ROT); trong số 43 vận động viên tị nạn đủ tư cách, 10 người được chọn để thành lập đội tuyển.

#### Các vận động viên độc lập
Do Ủy ban Olympic quốc gia của Kuwait bị đình chỉ tư cách, các vận động viên đến từ Kuwait được tham dự dưới Lá cờ Olympic với tên gọi Vận động viên Olympic độc lập.
Tháng 11, 2015, tạm thời tất cả các vận động viên Nga bị đình chỉ thi đấu tại các giải điền kinh quốc tế của Liên đoàn điền kinh thế giới (IAAF) sau một bản báo cáo của Cơ quan chống doping thế giới (WADA) về chương trình doping ở quốc gia này. IAAF công bố rằng sẽ cho các vận động viên độc lập của Nga tham gia Thế vận hội nếu đáp ứng "đủ điều kiện đặc biệt" với tư cách vận động viên "trung lập", nếu được xác định là không liên quan đến doping hoặc chương trình doping của Nga.
Ngày 24 tháng 7 năm 2016, IOC không chấp thuận kiến nghị của IAAF và WADA cho phép các vận động viên trong sạch tranh tài độc lập, rằng theo Hiến chương Olympic "không lường trước có 'những vận động viên độc lập' như vậy" và các Ủy ban Olympic quốc gia mỗi nước tự quyết định vận động viên tham dự.
| Các ủy ban Olympic quốc gia tham dự |
| --- |
| - Ả Rập Xê Út - Afghanistan - Ai Cập - Albania - Algérie - Andorra - Angola - Anh Quốc - Antigua và Barbuda - Áo - Argentina - Armenia - Aruba - Azerbaijan - Ấn Độ - Ba Lan - Bahamas - Bahrain - Bangladesh - Barbados - CHDCND Triều Tiên - Belarus - Belize - Bénin - Bermuda - Bhutan - Bỉ - Bolivia - Bosna và Hercegovina - Botswana - Bồ Đào Nha - Bờ Biển Ngà - Brasil (chủ nhà) - Brunei - Bulgaria - Burkina Faso - Burundi - Cabo Verde - UAE - Cameroon - Campuchia - Canada - Chile - Colombia - Comoros - Costa Rica - Cộng hòa Congo - Cộng hòa Dân chủ Congo - Cộng hòa Dominica - Macedonia - Cộng hòa Séc - Síp - Trung Phi - Croatia - Cuba - Djibouti - Dominica - Đan Mạch - Đội tuyển Olympic người tị nạn - Đông Timor - Đức - Ecuador - El Salvador - Eritrea - Estonia - Ethiopia - Fiji - Gabon - Gambia - Ghana - Grenada - Gruzia - Guam - Guatemala - Guinée - Guiné-Bissau - Guyana - Hà Lan - Haiti - Hàn Quốc - Hoa Kỳ - Honduras - Hồng Kông - Hungary - Hy Lạp - Iceland - Indonesia - Iran - Iraq - Ireland - Israel - Jamaica - Jordan - Kazakhstan - Kenya - Kiribati - Kosovo - Kuwait - Kyrgyzstan - Lào - Latvia - Liban - Lesotho - Liberia - Libya - Liechtenstein - Micronesia - Litva - Luxembourg - Madagascar - Malawi - Malaysia - Maldives - Mali - Malta - Maroc - Mauritius - México - Moldova - Monaco - Montenegro - Mozambique - Mông Cổ - Myanmar - Na Uy - Nam Phi - Nam Sudan - Namibia - Nauru - Nepal - New Zealand - Nga - Nhật Bản - Nicaragua - Niger - Nigeria - Oman - Pakistan - Palau - Palestine - Panama - Papua New Guinea - Paraguay - Perú - Pháp - Phần Lan - Philippines - Puerto Rico - Qatar - Quần đảo Cayman - Quần đảo Cook - Quần đảo Marshall - Quần đảo Solomon - Quần đảo Virgin thuộc Anh - Quần đảo Virgin thuộc Mỹ - România - Rwanda - Saint Kitts và Nevis - Saint Lucia - Saint Vincent và Grenadines - Samoa - Samoa thuộc Mỹ - San Marino - São Tomé và Príncipe - Sénégal - Serbia - Seychelles - Sierra Leone - Singapore - Slovakia - Slovenia - Sri Lanka - Sudan - Suriname - Eswatini - Syria - Tajikistan - Tanzania - Tây Ban Nha - Tchad - Thái Lan - Thổ Nhĩ Kỳ - Thụy Điển - Thụy Sĩ - Togo - Tonga - Trinidad và Tobago - Đài Bắc Trung Hoa - Trung Quốc - Tunisia - Turkmenistan - Úc - Uganda - Ukraina - Uruguay - Uzbekistan - Vanuatu - Vận động viên Olympic độc lập - Venezuela - Việt Nam - Ý - Yemen - Zambia - Zimbabwe |

#### Số vận động viên tham dự theo Ủy ban Olympic quốc gia
| IOC  | Quốc gia                       | Số VĐV |
| ---- | ------------------------------ | ------ |
| USA  | Hoa Kỳ                         | 554    |
| BRA  | Brasil                         | 465    |
| GER  | Đức                            | 425    |
| AUS  | Úc                             | 421    |
| CHN  | Trung Quốc                     | 413    |
| FRA  | Pháp                           | 395    |
| GBR  | Anh Quốc                       | 366    |
| JPN  | Nhật Bản                       | 338    |
| CAN  | Canada                         | 314    |
| ITA  | Ý                              | 309    |
| ESP  | Tây Ban Nha                    | 306    |
| RUS  | Nga                            | 265    |
| POL  | Ba Lan                         | 243    |
| NED  | Hà Lan                         | 242    |
| ARG  | Argentina                      | 213    |
| KOR  | Hàn Quốc                       | 205    |
| UKR  | Ukraina                        | 203    |
| NZL  | New Zealand                    | 199    |
| HUN  | Hungary                        | 160    |
| SWE  | Thụy Điển                      | 152    |
| COL  | Colombia                       | 147    |
| RSA  | Nam Phi                        | 137    |
| MEX  | México                         | 125    |
| IND  | Ấn Độ                          | 124    |
| DEN  | Đan Mạch                       | 122    |
| BLR  | Belarus                        | 121    |
| CUB  | Cuba                           | 120    |
| EGY  | Ai Cập                         | 120    |
| BEL  | Bỉ                             | 108    |
| CZE  | Cộng hòa Séc                   | 105    |
| KAZ  | Kazakhstan                     | 104    |
| SRB  | Serbia                         | 104    |
| SUI  | Thụy Sĩ                        | 104    |
| TUR  | Thổ Nhĩ Kỳ                     | 103    |
| ROU  | România                        | 97     |
| GRE  | Hy Lạp                         | 95     |
| POR  | Bồ Đào Nha                     | 92     |
| KEN  | Kenya                          | 89     |
| CRO  | Croatia                        | 87     |
| VEN  | Venezuela                      | 87     |
| IRL  | Ireland                        | 77     |
| NGR  | Nigeria                        | 75     |
| AUT  | Áo                             | 71     |
| UZB  | Uzbekistan                     | 70     |
| JAM  | Jamaica                        | 68     |
| ALG  | Algérie                        | 67     |
| LTU  | Litva                          | 67     |
| IRI  | Iran                           | 64     |
| NOR  | Na Uy                          | 62     |
| SLO  | Slovenia                       | 61     |
| TUN  | Tunisia                        | 61     |
| TPE  | Đài Bắc Trung Hoa              | 60     |
| AZE  | Azerbaijan                     | 56     |
| FIN  | Phần Lan                       | 56     |
| THA  | Thái Lan                       | 54     |
| BUL  | Bulgaria                       | 51     |
| FIJ  | Fiji                           | 51     |
| MAR  | Maroc                          | 51     |
| SVK  | Slovakia                       | 51     |
| ISR  | Israel                         | 48     |
| EST  | Estonia                        | 45     |
| MGL  | Mông Cổ                        | 43     |
| CHI  | Chile                          | 42     |
| PUR  | Puerto Rico                    | 42     |
| GEO  | Gruzia                         | 39     |
| ECU  | Ecuador                        | 38     |
| HKG  | Hồng Kông                      | 38     |
| QAT  | Qatar                          | 38     |
| BRN  | Bahrain                        | 35     |
| PRK  | CHDCND Triều Tiên              | 35     |
| ETH  | Ethiopia                       | 34     |
| LAT  | Latvia                         | 34     |
| MNE  | Montenegro                     | 34     |
| ARM  | Armenia                        | 33     |
| MAS  | Malaysia                       | 32     |
| TTO  | Trinidad và Tobago             | 32     |
| ZIM  | Zimbabwe                       | 31     |
| DOM  | Cộng hòa Dominica              | 29     |
| PER  | Perú                           | 29     |
| BAH  | Bahamas                        | 28     |
| INA  | Indonesia                      | 28     |
| HON  | Honduras                       | 26     |
| ANG  | Angola                         | 25     |
| SIN  | Singapore                      | 25     |
| CMR  | Cameroon                       | 24     |
| IRQ  | Iraq                           | 23     |
| MDA  | Moldova                        | 23     |
| VIE  | Việt Nam                       | 23     |
| SEN  | Sénégal                        | 22     |
| GUA  | Guatemala                      | 21     |
| UGA  | Uganda                         | 21     |
| KGZ  | Kyrgyzstan                     | 19     |
| URU  | Uruguay                        | 17     |
| CYP  | Síp                            | 16     |
| GHA  | Ghana                          | 14     |
| PHI  | Philippines                    | 13     |
| UAE  | UAE                            | 13     |
| BAR  | Barbados                       | 12     |
| BOL  | Bolivia                        | 12     |
| BOT  | Botswana                       | 12     |
| ERI  | Eritrea                        | 12     |
| CIV  | Bờ Biển Ngà                    | 12     |
| MRI  | Mauritius                      | 12     |
| KSA  | Ả Rập Xê Út                    | 12     |
| BIH  | Bosna và Hercegovina           | 11     |
| PAR  | Paraguay                       | 11     |
| CGO  | Cộng hòa Congo                 | 10     |
| CRC  | Costa Rica                     | 10     |
| HAI  | Haiti                          | 10     |
| LUX  | Luxembourg                     | 10     |
| NAM  | Namibia                        | 10     |
| PAN  | Panama                         | 10     |
| ROT  | Đội tuyển Olympic người tị nạn | 10     |
| SEY  | Seychelles                     | 10     |
| ANT  | Antigua và Barbuda             | 9      |
| BDI  | Burundi                        | 9      |
| COK  | Quần đảo Cook                  | 9      |
| KUW  | Kuwait                         | 9      |
| LIB  | Liban                          | 9      |
| SRI  | Sri Lanka                      | 9      |
| TKM  | Turkmenistan                   | 9      |
| BER  | Bermuda                        | 8      |
| ESA  | El Salvador                    | 8      |
| ISL  | Iceland                        | 8      |
| JOR  | Jordan                         | 8      |
| KOS  | Kosovo                         | 8      |
| LES  | Lesotho                        | 8      |
| PNG  | Papua New Guinea               | 8      |
| RWA  | Rwanda                         | 8      |
| SAM  | Samoa                          | 8      |
| ARU  | Aruba                          | 7      |
| BAN  | Bangladesh                     | 7      |
| DJI  | Djibouti                       | 7      |
| LBA  | Libya                          | 7      |
| MLT  | Malta                          | 7      |
| MYA  | Myanmar                        | 7      |
| NEP  | Nepal                          | 7      |
| PAK  | Pakistan                       | 7      |
| SKN  | Saint Kitts và Nevis           | 7      |
| SYR  | Syria                          | 7      |
| TAN  | Tanzania                       | 7      |
| TJK  | Tajikistan                     | 7      |
| TGA  | Tonga                          | 7      |
| ISV  | Quần đảo Virgin thuộc Mỹ       | 7      |
| ZAM  | Zambia                         | 7      |
| ALB  | Albania                        | 6      |
| BEN  | Bénin                          | 6      |
| CAM  | Campuchia                      | 6      |
| CAF  | Trung Phi                      | 6      |
| GAB  | Gabon                          | 6      |
| GRN  | Grenada                        | 6      |
| GUY  | Guyana                         | 6      |
| LAO  | Lào                            | 6      |
| MAD  | Madagascar                     | 6      |
| MKD  | Macedonia                      | 6      |
| MLI  | Mali                           | 6      |
| MOZ  | Mozambique                     | 6      |
| NIG  | Niger                          | 6      |
| PLE  | Palestine                      | 6      |
| SUD  | Sudan                          | 6      |
| SUR  | Suriname                       | 6      |
| AND  | Andorra                        | 5      |
| BUR  | Burkina Faso                   | 5      |
| CPV  | Cabo Verde                     | 5      |
| CAY  | Quần đảo Cayman                | 5      |
| FSM  | Micronesia                     | 5      |
| GUM  | Guam                           | 5      |
| GUI  | Guinée                         | 5      |
| GBS  | Guiné-Bissau                   | 5      |
| MAW  | Malawi                         | 5      |
| MHL  | Quần đảo Marshall              | 5      |
| NCA  | Nicaragua                      | 5      |
| PLW  | Palau                          | 5      |
| LCA  | Saint Lucia                    | 5      |
| SMR  | San Marino                     | 5      |
| TOG  | Togo                           | 5      |
| ASA  | Samoa thuộc Mỹ                 | 4      |
| IVB  | Quần đảo Virgin thuộc Anh      | 4      |
| COM  | Comoros                        | 4      |
| COD  | Cộng hòa Dân chủ Congo         | 4      |
| GAM  | Gambia                         | 4      |
| IOA  | Vận động viên Olympic độc lập  | 4      |
| MDV  | Maldives                       | 4      |
| OMA  | Oman                           | 4      |
| VIN  | Saint Vincent và Grenadines    | 4      |
| VAN  | Vanuatu                        | 4      |
| YEM  | Yemen                          | 4      |
| AFG  | Afghanistan                    | 3      |
| BIZ  | Belize                         | 3      |
| BRU  | Brunei                         | 3      |
| KIR  | Kiribati                       | 3      |
| LIE  | Liechtenstein                  | 3      |
| MON  | Monaco                         | 3      |
| STP  | São Tomé và Príncipe           | 3      |
| SOL  | Quần đảo Solomon               | 3      |
| SSD  | Nam Sudan                      | 3      |
| TLS  | Đông Timor                     | 3      |
| BHU  | Bhutan                         | 2      |
| CHA  | Tchad                          | 2      |
| DMA  | Dominica                       | 2      |
| GEQ  | Guinea Xích Đạo                | 2      |
| LBR  | Liberia                        | 2      |
| MTN  | Mauritanie                     | 2      |
| NRU  | Nauru                          | 2      |
| SLE  | Sierra Leone                   | 2      |
| SOM  | Somalia                        | 2      |
| SWZ  | Eswatini                       | 2      |
| TUV  | Tuvalu                         | 1      |
| Tổng | 11.339                         |        |

### Lịch thi đấu
Tất cả thời gian đều theo Giờ Brasília (UTC–3)
| KM | Lễ khai mạc | ● | Vòng đấu loại | 1 | Trao huy chương | BD | Biểu diễn | BM | Lễ bế mạc |

| tháng Tám                 | tháng Tám                 | 3 Tư | 4 Nam | 5 Sáu | 6 Bảy | 7 CN | 8 Hai | 9 Ba | 10 Tư | 11 Năm | 12 Sáu | 13 Bảy | 14 CN | 15 Hai | 16 Ba | 17 Tư | 18 Năm | 19 Sáu | 20 Bảy | 21 Chủ | Bộ huy chương |
| ------------------------- | ------------------------- | ---- | ----- | ----- | ----- | ---- | ----- | ---- | ----- | ------ | ------ | ------ | ----- | ------ | ----- | ----- | ------ | ------ | ------ | ------ | ------------- |
| Lễ (khai mạc / bế mạc)    | Lễ (khai mạc / bế mạc)    |      |       | KM    |       |      |       |      |       |        |        |        |       |        |       |       |        |        |        | BM     |               |
| Ba môn phối hợp           | Ba môn phối hợp           |      |       |       |       |      |       |      |       |        |        |        |       |        |       |       | 1      |        | 1      |        | 2             |
| Bắn cung                  | Bắn cung                  |      |       | ●     | 1     | 1    | ●     | ●    | ●     | 1      | 1      |        |       |        |       |       |        |        |        |        | 4             |
| Bắn súng                  | Bắn súng                  |      |       |       | 2     | 2    | 2     | 1    | 2     | 1      | 2      | 2      | 1     |        |       |       |        |        |        |        | 15            |
| Bóng bàn                  | Bóng bàn                  |      |       |       | ●     | ●    | ●     | ●    | 1     | 1      | ●      | ●      | ●     | ●      | 1     | 1     |        |        |        |        | 4             |
| Bóng bầu dục bảy người    | Bóng bầu dục bảy người    |      |       |       | ●     | ●    | 1     | ●    | ●     | 1      |        |        |       |        |       |       |        |        |        |        | 2             |
| Bóng chuyền               | Bãi biển                  |      |       |       | ●     | ●    | ●     | ●    | ●     | ●      | ●      | ●      | ●     | ●      | ●     | 1     | 1      |        |        |        | 4             |
| Bóng chuyền               | Trong nhà                 |      |       |       | ●     | ●    | ●     | ●    | ●     | ●      | ●      | ●      | ●     | ●      | ●     | ●     | ●      | ●      | 1      | 1      | 4             |
| Bóng đá                   | Bóng đá                   | ●    | ●     |       | ●     | ●    |       | ●    | ●     |        | ●      | ●      |       |        | ●     | ●     |        | 1      | 1      |        | 2             |
| Bóng ném                  | Bóng ném                  |      |       |       | ●     | ●    | ●     | ●    | ●     | ●      | ●      | ●      | ●     | ●      | ●     | ●     | ●      | ●      | 1      | 1      | 2             |
| Bóng nước                 | Bóng nước                 |      |       |       | ●     |      | ●     | ●    | ●     | ●      | ●      | ●      | ●     | ●      | ●     | ●     | ●      | 1      | 1      |        | 2             |
| Bóng rổ                   | Bóng rổ                   |      |       |       | ●     | ●    | ●     | ●    | ●     | ●      | ●      | ●      | ●     | ●      | ●     | ●     | ●      | ●      | 1      | 1      | 2             |
| Bơi                       | Bơi                       |      |       |       | 4     | 4    | 4     | 4    | 4     | 4      | 4      | 4      |       | 1      | 1     |       |        |        |        |        | 34            |
| Bơi nghệ thuật            | Bơi nghệ thuật            |      |       |       |       |      |       |      |       |        |        |        | ●     | ●      | 1     |       | ●      | 1      |        |        | 2             |
| Canoeing                  | Vượt chướng ngại vật      |      |       |       |       | ●    | ●     | 1    | 1     | 2      |        |        |       |        |       |       |        |        |        |        | 16            |
| Canoeing                  | Tốc độ                    |      |       |       |       |      |       |      |       |        |        |        |       | ●      | 4     | ●     | 4      | ●      | 4      |        | 16            |
| Cầu lông                  | Cầu lông                  |      |       |       |       |      |       |      |       | ●      | ●      | ●      | ●     | ●      | ●     | 1     | 1      | 2      | 1      |        | 5             |
| Cử tạ                     | Cử tạ                     |      |       |       | 1     | 2    | 2     | 2    | 2     |        | 2      | 1      | 1     | 1      | 1     |       |        |        |        |        | 15            |
| Cưỡi ngựa                 | Cưỡi ngựa                 |      |       |       | ●     | ●    | ●     | 2    | ●     | ●      | 1      |        | ●     | 1      | ●     | 1     |        | 1      |        |        | 6             |
| Đấu kiếm                  | Đấu kiếm                  |      |       |       | 1     | 1    | 1     | 1    | 2     | 1      | 1      | 1      | 1     |        |       |       |        |        |        |        | 10            |
| Điền kinh                 | Điền kinh                 |      |       |       |       |      |       |      |       |        | 3      | 5      | 4     | 5      | 5     | 4     | 6      | 7      | 7      | 1      | 47            |
| Golf                      | Golf                      |      |       |       |       |      |       |      |       | ●      | ●      | ●      | 1     |        |       | ●     | ●      | ●      | 1      |        | 2             |
| Judo                      | Judo                      |      |       |       | 2     | 2    | 2     | 2    | 2     | 2      | 2      |        |       |        |       |       |        |        |        |        | 14            |
| Khúc côn cầu trên cỏ      | Khúc côn cầu trên cỏ      |      |       |       | ●     | ●    | ●     | ●    | ●     | ●      | ●      | ●      | ●     | ●      | ●     | ●     | 1      | 1      |        |        | 2             |
| Năm môn phối hợp hiện đại | Năm môn phối hợp hiện đại |      |       |       |       |      |       |      |       |        |        |        |       |        |       |       | ●      | 1      | 1      |        | 2             |
| Nhảy cầu                  | Nhảy cầu                  |      |       |       |       | 1    | 1     | 1    | 1     |        | ●      | ●      | 1     | ●      | 1     | ●     | 1      | ●      | 1      |        | 8             |
| Quần vợt                  | Quần vợt                  |      |       |       | ●     | ●    | ●     | ●    | ●     | ●      | 1      | 1      | 3     |        |       |       |        |        |        |        | 5             |
| Quyền anh                 | Quyền anh                 |      |       |       | ●     | ●    | ●     | ●    | ●     | ●      | ●      | ●      | 1     | 1      | 1     | 1     | 1      | 1      | 3      | 4      | 13            |
| Rowing                    | Rowing                    |      |       |       | ●     | ●    | ●     | ●    | 2     | 4      | 4      | 4      |       |        |       |       |        |        |        |        | 14            |
| Taekwondo                 | Taekwondo                 |      |       |       |       |      |       |      |       |        |        |        |       |        |       | 2     | 2      | 2      | 2      |        | 8             |
| Thể dục dụng cụ           | Nghệ thuật                |      |       |       | ●     | ●    | 1     | 1    | 1     | 1      |        |        | 4     | 3      | 3     | BD    |        |        |        |        | 18            |
| Thể dục dụng cụ           | Nhịp điệu                 |      |       |       |       |      |       |      |       |        |        |        |       |        |       |       |        | ●      | 1      | 1      | 18            |
| Thể dục dụng cụ           | Nhào lộn                  |      |       |       |       |      |       |      |       |        | 1      | 1      |       |        |       |       |        |        |        |        | 18            |
| Thuyền buồm               | Thuyền buồm               |      |       |       |       |      | ●     | ●    | ●     | ●      | ●      | ●      | 2     | 2      | 2     | 2     | 2      |        |        |        | 10            |
| Vật                       | Vật                       |      |       |       |       |      |       |      |       |        |        |        | 2     | 2      | 2     | 3     | 3      | 2      | 2      | 2      | 18            |
| Xe đạp                    | Đường trường              |      |       |       | 1     | 1    |       |      | 2     |        |        |        |       |        |       |       |        |        |        |        | 18            |
| Xe đạp                    | Lòng chảo                 |      |       |       |       |      |       |      |       | 1      | 2      | 2      | 1     | 1      | 3     |       |        |        |        |        | 18            |
| Xe đạp                    | BMX                       |      |       |       |       |      |       |      |       |        |        |        |       |        |       | ●     | ●      | 2      |        |        | 18            |
| Xe đạp                    | Địa hình                  |      |       |       |       |      |       |      |       |        |        |        |       |        |       |       |        |        | 1      | 1      | 18            |
| Tổng số bộ huy chương     | Tổng số bộ huy chương     |      |       |       | 12    | 14   | 14    | 15   | 20    | 19     | 24     | 21     | 22    | 17     | 25    | 16    | 23     | 22     | 30     | 12     | 306           |
| Tổng số đã trao           | Tổng số đã trao           |      |       |       | 12    | 26   | 40    | 55   | 75    | 94     | 118    | 139    | 161   | 178    | 203   | 219   | 242    | 264    | 294    | 306    |               |
| Tháng Tám                 | Tháng Tám                 | 3 Tư | 4 Nam | 5 Sáu | 6 Bảy | 7 CN | 8 Hai | 9 Ba | 10 Tư | 11 Năm | 12 Sáu | 13 Bảy | 14 CN | 15 Hai | 16 Ba | 17 Tư | 18 Năm | 19 Sáu | 20 Bảy | 21 Chủ | Bộ huy chương |

### Bảng tổng sắp huy chương
| Hạng                | Ủy ban              | Vàng | Bạc | Đồng | Tổng số |
| ------------------- | ------------------- | ---- | --- | ---- | ------- |
| 1                   | Hoa Kỳ              | 46   | 37  | 38   | 121     |
| 2                   | Anh Quốc            | 27   | 23  | 17   | 67      |
| 3                   | Trung Quốc          | 26   | 18  | 26   | 70      |
| 4                   | Nga                 | 19   | 17  | 20   | 56      |
| 5                   | Đức                 | 17   | 10  | 15   | 42      |
| 6                   | Nhật Bản            | 12   | 8   | 21   | 41      |
| 7                   | Pháp                | 10   | 18  | 14   | 42      |
| 8                   | Hàn Quốc            | 9    | 3   | 9    | 21      |
| 9                   | Ý                   | 8    | 12  | 8    | 28      |
| 10                  | Úc                  | 8    | 11  | 10   | 29      |
| 11–86               | Còn lại             | 125  | 150 | 181  | 456     |
| Tổng số (86 đơn vị) | Tổng số (86 đơn vị) | 307  | 307 | 359  | 973     |

      Chủ nhà (Brasil)

### Biểu trưng
Biểu trưng chính thức của Thế vận hội Mùa hè 2016 được thiết kế bởi Tatíl Design của Brasil và được công bố ngày 31 tháng 12 năm 2010. Biểu trưng có ba người nắm tay nhau màu vàng, xanh lá cây và xanh nước biển của quốc kỳ Brasil tạo thành hình dáng của Núi Sugarloaf. Biểu trưng dựa trên bốn quan niệm: lan tỏa năng lượng, đa dạng hài hòa, tự nhiên cởi mở, và tinh thần Olympic. Công ty của Rio Tatíl Design đã giành chiến thắng trong cuộc thi thiết kế biểu trưng có sự tham gia 139 hãng.
Biểu trưng được xác nhận là có ý tưởng từ bức họa Dance của họa sĩ Henri Matisse. Cũng đã có những cáo buộc từ Telluride Foundation có trụ sở tại Colorado rằng biểu trưng này đã ăn cắp ý tưởng của họ. Đó là cả hai đều có hình tương tự nhưng biểu trưng Telluride Foundation có bốn hình. Đó không phải lần đầu quỹ này cáo buộc các biểu trưng của một sự kiện tại Brasil; năm 2004, hình người bị sao chép cho biểu trưng của lễ hội Carnival ở Salvador. Giám đốc của Tatíl Fred Gelli đã bảo bệ thiết kế, cho rằng khái niệm của hình liên kết nhau bằng vòng tay không phải ý tưởng gốc mà có "sự tham khảo tài liệu cổ" và "trong vô thức tập thể". Gelli cho rằng Dance đã ảnh hưởng đến việc thiết kế biểu trưng.

### Linh vật chính thức

Vinicius (trái), linh vật của Thế vận hội Mùa hè 2016 và Tom (phải), linh vật của Paralympic Mùa hè 2016

Linh vật chính thức linh vật của Thế vận hội và Paralympic Mùa hè 2016 được công bố ngày 24 tháng 11 năm 2014. Linh vật Olympic Vinicius, được đặt theo tên của nhạc sĩ Vinicius de Moraes, mang những đặc điểm của động vật có vú và đại diện cho động vật hoang dã của Brazil. Theo nguồn gốc giả tưởng, linh vật "được sinh ra từ niềm vui của người Brasil sau khi được thông báo rằng Rio sẽ là chủ nhà Thế vận hội." Giám đốc Beth Lula cho rằng linh vật được dùng để phản ánh sự đa dạng của văn hóa và con người của Brasil. Tên của linh vật được xác định thông qua cuộc bỏ phiếu công khai và đã vượt qua hai cái tên khác với 44 phần trăm trong tổng số 323.327 phiếu, theo kết quả được công bố ngày 14 tháng 12 năm 2014.

### Thời gian thi đấu
Vòng loại bơi sẽ bắt đầu lúc 13:00 BRT (UTC−3). Các vòng chung kết bơi sẽ diễn ra từ 22:00 tới 00:00 BRT. Một vài trận bóng chuyền bãi biển sẽ bắt đầu lúc nửa đêm BRT. Trong khi đó, phiên thi đấu buổi sáng của môn điền kinh sẽ có ít nhất một vòng chung kết. Sẽ có ít nhất một vòng chung kết vào mỗi sáu phiên thi đấu buổi sáng tại sân vận động. 8 sân vận động sẽ có chung kết vào buổi sáng, lần đầu tại Olympic kể từ 1988. Lần đầu tiên nội dung 10.000m nữ diễn ra vào ngày đầu tiên môn điền kinh thứ Sáu ngày 12 tháng 8, một tuần sau Lễ khai mạc. Các nội dung khác ném đĩa nam (13 tháng 8), 3000m vượt chướng ngại vật và ném tạ xích nữ (15 tháng 8), nhảy ba bước nam và ném đĩa nữ (16 tháng 8), 3000m vượt chướng ngại vật nam (17 tháng 8) và 400m rào (18 tháng 8). 

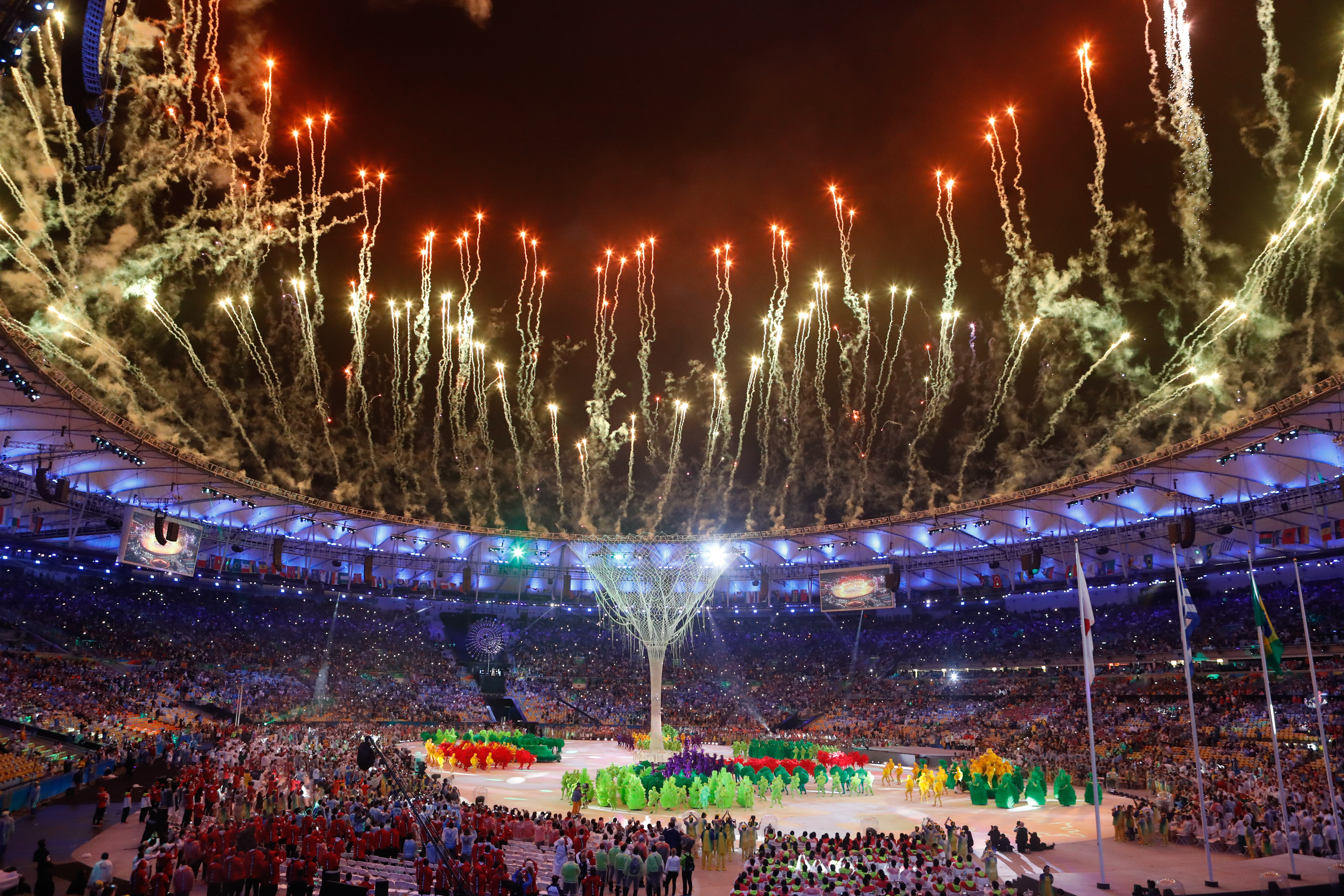
Lễ bế mạc

Chung kết 100m nam sẽ bắt đầu lúc 22:35 BRT ngày 14 tháng 8. Chung kết 100m nữ vào tối hôm trước lúc 22:35 BRT. Chung kết 200m nam vào thứ Năm 18 tháng 8 lúc 22:30 BRT. Chung kết 200m nữ lúc 22:30 BRT ngày 17 tháng 8. Chung kết 4 × 100 m tiếp sức nam vào thứ Sáu 19 tháng 8 lúc 22:35 BRT.

### Lễ bế mạc
Lễ bế mạc đã được diễn ra tại Sân vận động Maracanã vào ngày 21 tháng 8 năm 2016.

## Truyền hình
Ở Việt Nam, các nội dung thi đấu sẽ được tường thuật trực tiếp trên các kênh VTV2, VTV3, VTV6 và YanTV